# I-divisioona 2009
La I-divisioona 2009 è la 27ª edizione del campionato di football americano di secondo livello, organizzato dalla SAJL.

## Squadre partecipanti
| Club                 | Città    | Stadio | Sponsor ufficiale | Risultato nella stagione 2008 |
| -------------------- | -------- | ------ | ----------------- | ----------------------------- |
| Helsinki 69ers       | Helsinki |        |                   |                               |
| Kouvola Indians      | Kouvola  |        |                   |                               |
| Kuopio Steelers      | Kuopio   |        |                   |                               |
| Oulu Northern Lights | Oulu     |        |                   |                               |
| Pori Bears           | Pori     |        |                   |                               |

## Stagione regolare

### Calendario

#### 1ª giornata
| Kouvola 30 maggio 2009, ore 15:00 | Kouvola Indians | 20 – 35 (6-13 6-8 8-6 0-8) referto | Kuopio Steelers | Kouvolan keskuskenttä (93 spett.)\| Arbitro: \| J. Huttunen \| |
| Arbitro:                          | J. Huttunen     |                                    |                 |                                                                |

| Pori 31 maggio 2009, ore 15:00 | Pori Bears  | 22 – 30 (6-0 0-9 0-7 16-14) referto | Oulu Northern Lights | Herralahden kenttä (300 spett.)\| Arbitro: \| K. Parkkali \| |
| Arbitro:                       | K. Parkkali |                                     |                      |                                                              |

#### 2ª giornata
| Pori 6 giugno 2009, ore 15:00 | Pori Bears | 33 – 13 (7-7 6-0 13-0 7-6) referto | Kuopio Steelers | Herralahden kenttä (320 spett.) |

| Kouvola 6 giugno 2009, ore 15:00 | Kouvola Indians | 16 – 15 (0-7 8-0 0-0 8-8) referto | Helsinki 69ers | Kouvolan keskuskenttä (83 spett.)\| Arbitro: \| Enonkoski \| |
| Arbitro:                         | Enonkoski       |                                   |                |                                                              |

#### 3ª giornata
| Kouvola 13 giugno 2009, ore 15:00 | Kouvola Indians | 16 – 28 (0-7 8-7 0-7 8-7) referto | Pori Bears | Kouvolan keskuskenttä (51 spett.)\| Arbitro: \| M. Makarainen \| |
| Arbitro:                          | M. Makarainen   |                                   |            |                                                                  |

| Helsinki 14 giugno 2009, ore 15:00 | Helsinki 69ers | 14 – 21 (6-0 8-14 0-0 0-7) referto | Oulu Northern Lights | Velodromo di Helsinki (110 spett.)\| Arbitro: \| J. Lehtinen \| |
| Arbitro:                           | J. Lehtinen    |                                    |                      |                                                                 |

#### 4ª giornata
| Kuopio 27 giugno 2009, ore 17:00 | Kuopio Steelers | 36 – 18 (14-6 0-0 22-6 0-6) referto | Helsinki 69ers | Väinölänniemen stadion (200 spett.) |

| Oulu 28 giugno 2009, ore 13:05 | Oulu Northern Lights | 20 – 6 (6-0 0-6 14-0 0-0) referto | Kouvola Indians | Castrenin urheilukeskus (0 spett.)\| Arbitro: \| Sankala \| |
| Arbitro:                       | Sankala              |                                   |                 |                                                             |

#### 5ª giornata
| Pori 4 luglio 2009, ore 15:00 | Pori Bears | 54 – 21 (14-7 12-6 7-0 21-8) referto | Helsinki 69ers | Herralahden kenttä (200 spett.)\| Arbitro: \| Enonkoski \| |
| Arbitro:                      | Enonkoski  |                                      |                |                                                            |

| Oulu 4 luglio 2009, ore 16:00 | Oulu Northern Lights | 10 – 13 (3-7 0-0 0-6 7-0) referto | Kuopio Steelers | Castrenin urheilukeskus (0 spett.)\| Arbitro: \| Sankala \| |
| Arbitro:                      | Sankala              |                                   |                 |                                                             |

#### 6ª giornata
| Kuopio 11 luglio 2009, ore 15:00 | Kuopio Steelers | 52 – 30 (20-6 16-12 8-12 8-0) referto | Kouvola Indians | Väinölänniemen stadion (150 spett.)\| Arbitro: \| M. Makarainen \| |
| Arbitro:                         | M. Makarainen   |                                       |                 |                                                                    |

| Oulu 11 luglio 2009, ore 18:00 | Oulu Northern Lights | 27 – 20 (6-7 0-7 6-6 15-0) referto | Pori Bears | Castrenin urheilukeskus (0 spett.)\| Arbitro: \| Sankala \| |
| Arbitro:                       | Sankala              |                                    |            |                                                             |

#### 7ª giornata
| Kuopio 1º agosto 2009, ore 17:00 | Kuopio Steelers | 47 – 21 (18-13 0-0 14-0 15-8) referto | Pori Bears | Väinölänniemen stadion (172 spett.)\| Arbitro: \| Tahtinen \| |
| Arbitro:                         | Tahtinen        |                                       |            |                                                               |

| Helsinki 2 agosto 2009, ore 12:00 | Helsinki 69ers | 16 – 28 (9-14 7-7 0-7 0-0) referto | Kouvola Indians | Velodromo di Helsinki (87 spett.)\| Arbitro: \| J. Lehtinen \| |
| Arbitro:                          | J. Lehtinen    |                                    |                 |                                                                |

#### 8ª giornata
| Pori 8 agosto 2009, ore 15:00 | Pori Bears  | 14 – 28 (0-7 7-0 7-7 7-14) referto | Kouvola Indians | Herralahden kenttä (215 spett.)\| Arbitro: \| K. Parkkali \| |
| Arbitro:                      | K. Parkkali |                                    |                 |                                                              |

| Oulu 8 agosto 2009, ore 17:00 | Oulu Northern Lights | 27 – 7 (10-0 7-0 0-7 10-0) referto | Helsinki 69ers | Castrenin urheilukeskus (0 spett.)\| Arbitro: \| Sankala \| |
| Arbitro:                      | Sankala              |                                    |                |                                                             |

#### 9ª giornata
| Kouvola 15 agosto 2009, ore 15:00 | Kouvola Indians | 37 – 10 (7-7 13-3 0-0 17-0) referto | Oulu Northern Lights | Kouvolan keskuskenttä (135 spett.)\| Arbitro: \| J. Korpela \| |
| Arbitro:                          | J. Korpela      |                                     |                      |                                                                |

| Helsinki 15 agosto 2009, ore 16:00 | Helsinki 69ers | 13 – 50 (0-12 6-12 7-6 0-20) referto | Kuopio Steelers | Velodromo di Helsinki (150 spett.)\| Arbitro: \| Luoto \| |
| Arbitro:                           | Luoto          |                                      |                 |                                                           |

#### 10ª giornata
| Kuopio 22 agosto 2009, ore 15:00 | Kuopio Steelers | 26 – 24 (0-0 12-14 14-3 0-7) referto | Oulu Northern Lights | Väinölänniemen stadion (200 spett.) |

| Helsinki 22 agosto 2009, ore 16:00 | Helsinki 69ers | 28 – 26 (7-14 0-6 7-0 14-6) referto | Pori Bears | Velodromo di Helsinki (82 spett.)\| Arbitro: \| M. Makarainen \| |
| Arbitro:                           | M. Makarainen  |                                     |            |                                                                  |

### Classifica
La classifica della regular season è la seguente:
- PCT = percentuale di vittorie, G = partite giocate, V = partite vinte,  P = partite perse, PF = punti fatti, PS = punti subiti

| Pos. | Squadra              | PCT  | G | V | N | P | PF  | PS  |
| ---- | -------------------- | ---- | - | - | - | - | --- | --- |
| 1    | Kuopio Steelers      | .875 | 8 | 7 | 0 | 1 | 272 | 169 |
| 2    | Oulu Northern Lights | .625 | 8 | 5 | 0 | 3 | 169 | 145 |
| 3    | Kouvola Indians      | .500 | 8 | 4 | 0 | 4 | 181 | 190 |
| 4    | Pori Bears           | .375 | 8 | 3 | 0 | 5 | 218 | 210 |
| 5    | Helsinki 69ers       | .125 | 8 | 1 | 0 | 7 | 132 | 258 |

## Playoff

### Tabellone
|  | Semifinali | Semifinali           | Semifinali |                      |    | XXV Spagettimalja | XXV Spagettimalja | XXV Spagettimalja |  |
|  |            |                      |            |                      |    |                   |                   |                   |  |
|  | 1          | Kuopio Steelers      | 34         |                      |    |                   |                   |                   |  |
|  | 1          | Kuopio Steelers      | 34         |                      |    |                   |                   |                   |  |
|  | 4          | Pori Bears           | 16         |                      |    |                   |                   |                   |  |
|  | 4          | Pori Bears           | 16         |                      | 1  | Kuopio Steelers   | 31                |                   |  |
|  |            |                      |            |                      | 1  | Kuopio Steelers   | 31                |                   |  |
|  |            |                      | 2          | Oulu Northern Lights | 17 |                   |                   |                   |  |
|  | 2          | Oulu Northern Lights | 2          | Oulu Northern Lights | 17 | 22                |                   |                   |  |
|  | 2          | Oulu Northern Lights |            |                      |    |                   |                   |                   |  |
|  | 3          | Kouvola Indians      | 18         |                      |    |                   |                   |                   |  |

### Semifinali
| Kuopio 5 settembre 2009, ore 15:00 | Kuopio Steelers | 34 – 16 (7-7 14-0 13-0 0-9) referto | Pori Bears | Väinölänniemen stadion (200 spett.)\| Arbitro: \| Hautala \| |
| Arbitro:                           | Hautala         |                                     |            |                                                              |

| Oulu 6 settembre 2009, ore 19:00 | Oulu Northern Lights | 22 – 18 (3-6 0-0 13-12 6-0) referto | Kouvola Indians | Castrenin urheilukeskus (0 spett.)\| Arbitro: \| M. Makarainen \| |
| Arbitro:                         | M. Makarainen        |                                     |                 |                                                                   |

### XXV Spagettimalja
| Kuopio 13 settembre 2009, ore 18:00 | Kuopio Steelers | 31 – 17 (7-0 10-3 7-7 7-7) referto | Oulu Northern Lights | Väinölänniemen stadion (1000 spett.)\| Arbitro: \| Hautala \| |
| Arbitro:                            | Hautala         |                                    |                      |                                                               |

## Verdetti
- Kuopio Steelers Vincitori dello Spagettimalja 2009

## Marcatori
| Giocatore    | Sq.                  | TD rush | TD recv | TD int | TD p.ret | TD k.ret | TD oth | Xp1  | Xp2 | FG  | Saf | Totale |
| ------------ | -------------------- | ------- | ------- | ------ | -------- | -------- | ------ | ---- | --- | --- | --- | ------ |
| Z. Schafer   | Kuopio Steelers      | 17+5    | 1       | 0      | 0        | 1        | 0      | 0    | 6   | 0   | 0   | 156    |
| N. Lewis     | Pori Bears           | 19+1    | 0       | 0      | 0        | 0        | 0      | 0    | 2   | 0   | 0   | 124    |
| J. Kahonen   | Kuopio Steelers      | 0       | 11+1    | 0      | 0        | 0        | 0      | 0    | 4   | 0   | 0   | 80     |
| 2 giocatori  | 52                   |         |         |        |          |          |        |      |     |     |     |        |
| N. Liesmaki  | Helsinki 69ers       | 0       | 5       | 0      | 0        | 0        | 0      | 8    | 1   | 1   | 0   | 43     |
| J. Taina     | Oulu Northern Lights | 0       | 0       | 0+1    | 0        | 0        | 0      | 11+3 | 0   | 5+2 | 0   | 41     |
| A. Saloranta | Oulu Northern Lights | 0       | 5+1     | 0      | 0        | 0        | 0      | 0    | 0   | 0   | 0   | 36     |
| Carpelan     | Kuopio Steelers      | 3+2     | 0       | 0      | 0        | 0        | 0      | 0    | 1   | 0   | 0   | 32     |
| 2 giocatori  | 30                   |         |         |        |          |          |        |      |     |     |     |        |
| J. Thomas    | Helsinki 69ers       | 2       | 0       | 1      | 0        | 0+1      | 0      | 1    | 1   | 0   | 0   | 27     |
| 2 giocatori  | 24                   |         |         |        |          |          |        |      |     |     |     |        |
| A. Kuronen   | Kuopio Steelers      | 2       | 0       | 0      | 0        | 0        | 0      | 0+8  | 0   | 0+1 | 0   | 23     |
| 4 giocatori  | 18                   |         |         |        |          |          |        |      |     |     |     |        |
| A. Kuhlman   | Kouvola Indians      | 0       | 0       | 0      | 0        | 0        | 0      | 12   | 0   | 1   | 0   | 15     |
| 3 giocatori  | 14                   |         |         |        |          |          |        |      |     |     |     |        |
| 8 giocatori  | 12                   |         |         |        |          |          |        |      |     |     |     |        |
| A. Fonsen    | Pori Bears           | 0       | 0       | 0      | 0        | 0        | 0      | 8+2  | 0   | 0   | 0   | 10     |
| M. Suutari   | Oulu Northern Lights | 1       | 0       | 0      | 0        | 0        | 0      | 0    | 1   | 0   | 0   | 8      |
| 13 giocatori | 6                    |         |         |        |          |          |        |      |     |     |     |        |
| 2 giocatori  | 5                    |         |         |        |          |          |        |      |     |     |     |        |
| 4 giocatori  | 2                    |         |         |        |          |          |        |      |     |     |     |        |
| P. Torronen  | Kuopio Steelers      | 0       | 0       | 0      | 0        | 0        | 0      | 1    | 0   | 0   | 0   | 1      |

- Miglior marcatore della stagione regolare: Z. Schafer ( Kuopio Steelers), 126
- Miglior marcatore dei playoff: Z. Schafer ( Kuopio Steelers), 30
- Miglior marcatore della stagione: Z. Schafer ( Kuopio Steelers), 156

## Passer rating
| Giocatore     | Sq.                  | G   | Att    | Comp   | Int | Yds      | TD   | NFL    | NCAA   |
| ------------- | -------------------- | --- | ------ | ------ | --- | -------- | ---- | ------ | ------ |
| Carpelan      | Kuopio Steelers      | 8+2 | 117+33 | 60+21  | 4+2 | 882+228  | 17+2 | 100,33 | 149,96 |
| D. Millus     | Oulu Northern Lights | 8+2 | 204+42 | 110+24 | 4+0 | 1503+197 | 10+3 | 87,11  | 126,71 |
| N. Sandhu     | Pori Bears           | 8+1 | 165+34 | 79+11  | 9+4 | 1013+143 | 12+1 | 58,53  | 102,51 |
| Bedwell       | Kouvola Indians      | 4+1 | 109+23 | 49+9   | 6+4 | 645+102  | 9+0  | 53,44  | 98,82  |
| J. Thomas     | Helsinki 69ers       | 8   | 243    | 116    | 9   | 1284     | 10   | 62,17  | 98,29  |
| M. Lautamatti | Kouvola Indians      | 4   | 87     | 41     | 2   | 315      | 3    | 58,36  | 84,32  |

- Miglior QB della stagione regolare: Carpelan ( Kuopio Steelers), 155,72
- Miglior QB dei playoff: Carpelan ( Kuopio Steelers), 129,55
- Miglior QB della stagione: Carpelan ( Kuopio Steelers), 149,96